# Stenotarsus bimaculatus
Stenotarsus bimaculatus es una especie de coleóptero de la familia Endomychidae.

## Distribución geográfica
Habita en Borneo.